# میزا (شهرستان کارگوپولسکی، استان آرخانگلسک)
میزا (به لاتین: Myza) یک منطقهٔ مسکونی در روسیه است که در استان آرخانگلسک واقع شده‌است.